# Богдановский сельсовет (Ставропольский край)
Богдановский сельсовет — упразднённое сельское поселение в Степновском районе Ставропольского края Российской Федерации.
Административный центр — село Богдановка.

## История
На 1 марта 1966 года в состав Богдановского сельсовета Курского района Ставропольского края входили: посёлок Трудовой; хутора Арарат, Богдановка (административный центр), Кировский, Надежда, Новоивановский, Свободный, Сунженский:17.
Решением крайисполкома от 5 апреля 1972 года Богдановский сельсовет со всеми населёнными пунктами передан в состав Степновского района.
В феврале 1996 года подтверждён статус сельсовета.
Статус и границы сельского поселения установлены Законом Ставропольского края от 4 октября 2004 год № 88-КЗ «О наделении муниципальных образований Ставропольского края статусом городского, сельского поселения, городского округа, муниципального района».
С 16 марта 2020 года, в соответствии с Законом Ставропольского края от 31 января 2020 г. № 13-кз, все муниципальные образования Степновского муниципального района были преобразованы путём их объединения в единое муниципальное образование Степновский муниципальный округ.

## Население
| 1989  | 2002  | 2010  | 2011  | 2012  | 2013  | 2014  |
| ----- | ----- | ----- | ----- | ----- | ----- | ----- |
| 1746  | ↗2023 | ↘1998 | ↘1994 | ↘1977 | ↘1975 | ↗1991 |
| 2015  | 2016  | 2017  | 2018  | 2019  | 2020  |       |
| ↘1975 | ↘1958 | ↗2021 | ↘2008 | ↗2023 | ↗2045 |       |

### Национальный состав
По итогам переписи населения 2010 года проживали следующие национальности (национальности менее 1 %, см. в сноске к строке "Другие"):
| Национальность | Численность | Процент |
| -------------- | ----------- | ------- |
| Русские        | 478         | 23,92   |
| Аварцы         | 396         | 19,82   |
| Даргинцы       | 392         | 19,62   |
| Армяне         | 203         | 10,16   |
| Чеченцы        | 102         | 5,11    |
| Осетины        | 80          | 4,00    |
| Кумыки         | 49          | 2,45    |
| Табасараны     | 46          | 2,30    |
| Другие         | 252         | 12,61   |
| Итого          | 1998        | 100,00  |

## Состав сельского поселения
| № | Населённый пункт | Тип населённого пункта       | Население |
| - | ---------------- | ---------------------------- | --------- |
| 1 | Богдановка       | село, административный центр | ↘1405     |
| 2 | Коммаяк          | хутор                        | ↗300      |
| 3 | Сунженский       | хутор                        | ↗300      |